# Passe magnético
Passe magnético ou passe mesmérico é uma prática de imposição de mãos do mesmerismo, uma pseudociência voltada à manipulação de supostos fluidos magnéticos. Consiste no ato de um magnetizador passar as mãos ao longo do corpo de uma pessoa com o propósito de atuar sobre ela com os fluidos magnéticos.

## Condições gerais
O passe magnético é categorizado como uma forma de magnetização, desenvolvido por movimentos com as mãos, feitos por uma magnetizador, nos indivíduos com desequilíbrio psicossomático ou apenas desejosos de uma ação fluídica benéfica. Podem ser desenvolvidos das mais diversas maneiras, naturalmente em conformidade com os conceitos do mesmerismo, caracterizando-se por duas ações gerais autônomas: as insônomas (aplicação da mão direita do lado esquerdo do corpo do paciente) e as heterônomas (aplicação da mão direita do lado direito do corpo do paciente) ou simplesmente, ainda de acordo com a necessidade orgânica do paciente visualizada por meio do "tato magnético" e a orientação dos "plexos" através dos: "passes transversais", "longitudinais", "passes e disperssão circulares" (palmares), "passes perpendiculares", "insuflação", "imantação" , dedos estendidos e ainda "Passes Coletivos"(em grupo).
Os "passes espíritas" são uma imitação dos passes magnéticos, com a única diferença de contarem com a assistência, invocada dos protetores espirituais.

### O passe segundo a fonte do fluido magnético

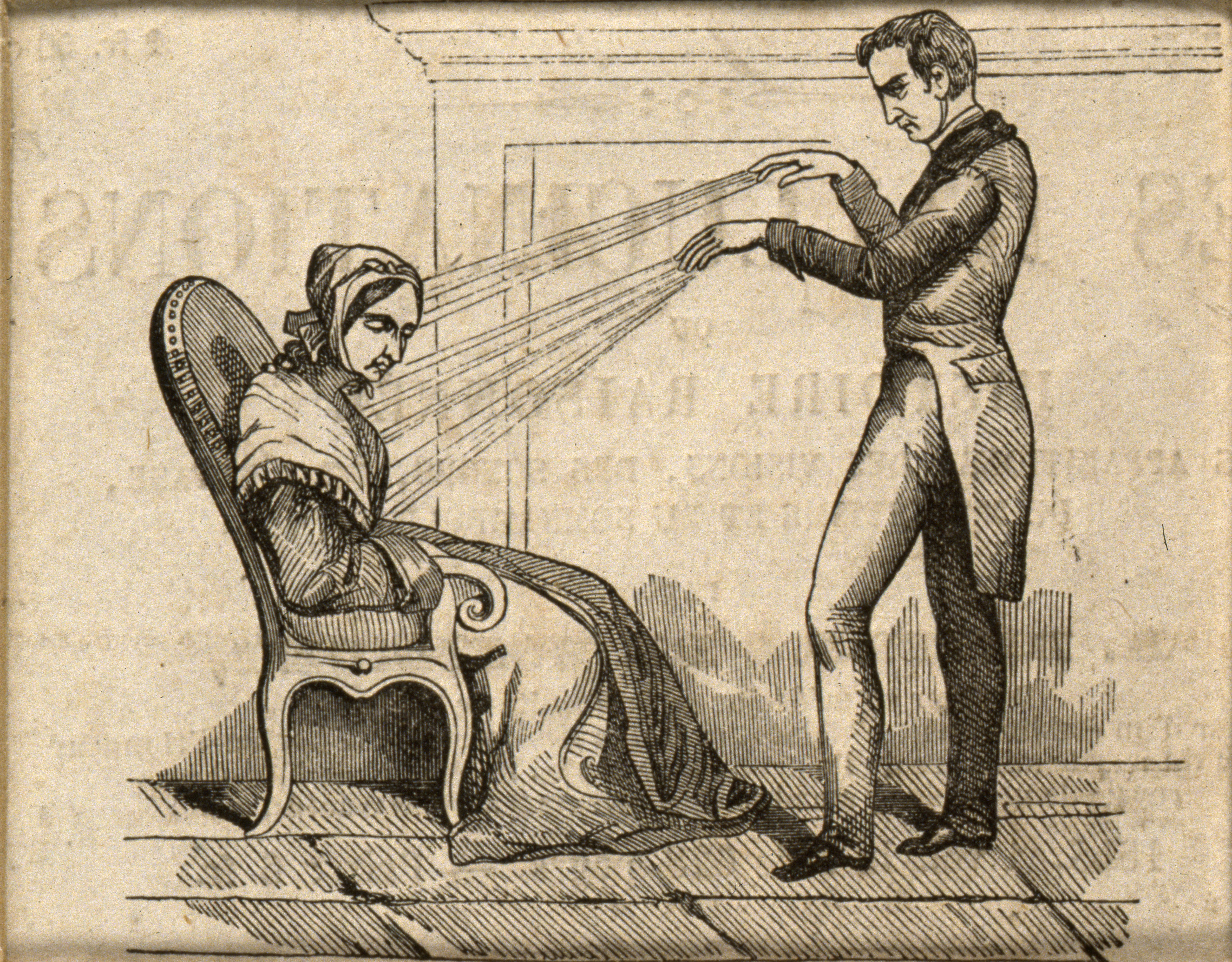
Gravura sobre o "Passe magnético"

O passe magnético é aquele cujo fluido utilizado emana basicamente do próprio magnetizador. Seria isoladamente considerado, o animismo de cura.

### O passe segundo o alcance do fluido
O passe magnético é aquele cujo alcance visa o atendimento de problemas orgânicos, físicos e/ou perispirituais, aí se incluindo aqueles passes praticados pelos Espíritos diretamente em desencarnados com o fim de recuperar deficiências ou limitações “físicas” naqueles.

### O passe segundo a técnica
O passe magnético agora é entendido como o que é aplicado segundo as técnicas do magnetismo, é importante saber de onde vem os fluidos,  para que fins se destinam, e quem o aplique.
A qualidade do fluido magnético depende muito da moral do magnetizador pois é ele que dá qualidade ao fluido aplicado.
O magnetizador deve está bem fisicamente e sua moral deve ser a melhor possível para que o fluido emitido seja de boa qualidade, caso contrario poderá fazer mal ao assistido.

## Regras gerais

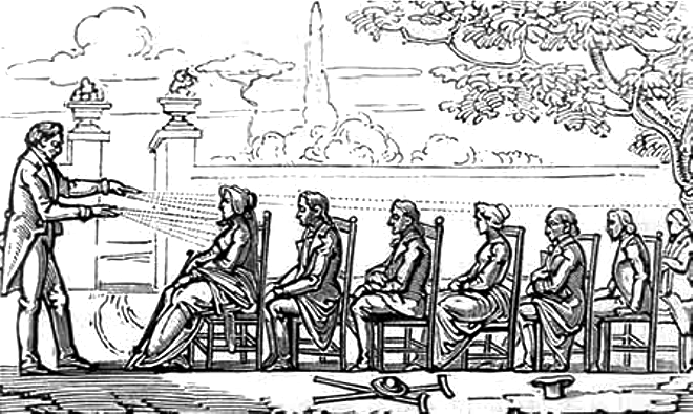
passe magnético coletivo

Os passes magnéticos, tanto pela origem do fluido, quanto pela técnica empregada, pedem que seja observado o “sentido” das passagens das mãos sobre o corpo do paciente, ou seja: devem ser executados sempre de “cima para baixo”, da cabeça aos pés, dos órgãos que estiverem mais acima aos que se encontrarem mais abaixo.
Isto se deve à crença que a ação contrária, em vez de provocar uma desmagnetização, provocaria uma congestão fluídica generalizada, com consequências graves ou desagradáveis.
Destarte, sempre que há movimento de mãos sobre o corpo de alguém, ao final de cada percurso o magnetizador deve de afastar de seu corpo, fechá-las (sem necessidade de fazê-lo com força ou contração muscular, nem ficar a sacudi-las), tornar as mesmas ao ponto onde vai ser reiniciado o percurso e só aí abri-las, para seguir novo percurso.
Quando se trata de fluido anímico e não espiritual, mesmo sabendo que é a mente a propulsora da estrutura organizacional, liberativa e orientadora dos fluidos, é pelas mãos que fluem durante o trabalho do passe, os fluidos em disposição. Daí a necessidade de se fechar as mãos a fim de psiquicamente, por reflexo fisiológico, se interromper a perda ou fuga de fluidos.
Quanto à “congestão fluídica”, os adeptos do mesmerismo, creem que os centros de força são estruturas do perispírito com a função de receber e liberar energia. Além disso, postulam que os fluidos magnéticos (animais ou espirituais) são de origem externa às pessoas e seu ingresso se dá no sentido dos campos magnéticos criados pelos centros de força, e concluem que a corrente magnética percorre o corpo de cima para baixo. Como as captações fluídicas por ocasião do passe se verificam no sentido cabeça/pés, o retorno das mãos abertas, emitindo fluidos no sentido contrário ao fluxo natural, congestiona os vários setores dos centros de força, transmitindo ao corpo toda sorte de mal-estares.
Para solução de problemas de congestão fluídica, praticam os passes dispersivos que, acreditam ser, na maioria das vezes, suficientes para restabelecerem o fluxo natural dos fluidos e o campo energético das pessoas.

## Conceitos de terceiros
| “ | Seus praticantes acreditam que através da impostação de mãos sobre o corpo de uma pessoa energias invisíveis podem provocar alterações tanto no físico quanto no emocional e espiritual. | ” |

## Ver Também
- Portal do Mesmerismo
- Magnetismo animal
- Franz Anton Mesmer
- Fluido magnético
- Emily Rosa